# Alicia Borrás
Alicia Borrás (Ciudadela, Menorca, 1945) es una modelo española, elegida Miss España en 1965.

## Biografía
En 1965 gana el concurso de Miss España y participa en otros concursos de belleza como Miss Universo y Miss Europa donde quedó como Tercera Dama de Honor.
En 1973 se casó con el cantante de origen alemán Carlos Bernardo Tessmar y vive durante décadas en Milán, Alemania y Luxemburgo.
En 2016, con 70 años, fue contratada para la campaña de ropa juvenil de Desigual.